# Athrixia
Athrixia là một chi thực vật có hoa trong họ Cúc (Asteraceae).

## Loài
Chi Athrixia gồm các loài: